# Риварола, Хуан Антонио
Хуан Антонио Риварола (исп. Juan Antonio Rivarola; 13 июня 1908, Санта-Фе — 14 мая 1974, Санта-Фе) — аргентинский футболист, правый нападающий.

## Карьера
Хуан Риварола родился в семье потомков выходцев из Европы. Он начал играть в футбол на пустырях возле порта Санта-Фе. Там его заметил Эмилио Данери, один из сотрудников клуба «Колон», который и пригласил его в третий состав команды. В возрасте 17 лет Риварола дебютировал в третьем состав команды. А с 1928 года стал выступать за первую команду. С 1929 года ему предлагали контракты клубы из Буэнос-Айреса, однако тот говорил: «„Колон“ создал меня, и останусь в нём». В 1932 году Риварола перешёл в «Уракан». Он играл за клуб с 1932 по 1935 год, проведя 92 матча и забив 19 голов, из которых 73 матча и 15 голов в чемпионате страны. В 1934 году он один сезон провёл за клуб «Америка» из Рио-де-Жанейро.
В 1936 году Риварола возвратился в «Колон», где играл до 1939 года. В том же году Хуан Антонио сыграл одну встречу за «Росарио Сентраль»: 7 мая против «Архентино де Кильмес» (1:1). В 1940 году он в последний раз играл за «Колон». В 1940 году Риварола вновь уехал в Бразилию, в клуб «Бонсусессо», где помимо него выступали ещё три аргентинца — Армандо Ренганески, Мойсес Береси и Исмаэль Арресе, с которым он играл ещё в «Америке».

## Международная статистика
| Матчи Хуана Риваролы за сборную Аргентины | Матчи Хуана Риваролы за сборную Аргентины | Матчи Хуана Риваролы за сборную Аргентины | Матчи Хуана Риваролы за сборную Аргентины | Матчи Хуана Риваролы за сборную Аргентины | Матчи Хуана Риваролы за сборную Аргентины | Матчи Хуана Риваролы за сборную Аргентины |
| ----------------------------------------- | ----------------------------------------- | ----------------------------------------- | ----------------------------------------- | ----------------------------------------- | ----------------------------------------- | ----------------------------------------- |
| №                                         | Дата                                      | Место проведения                          | Оппонент                                  | Счёт                                      | Голы                                      | Турнир                                    |
| 1                                         | 3 ноября 1929                             | Буэнос-Айрес                              | Перу                                      | 3:0                                       | −                                         | Чемпионат Южной Америки                   |
| 2                                         | 10 ноября 1929                            | Буэнос-Айрес                              | Парагвай                                  | 4:1                                       | −                                         | Чемпионат Южной Америки                   |
| 3                                         | 17 ноября 1929                            | Буэнос-Айрес                              | Уругвай                                   | 2:0                                       | −                                         | Чемпионат Южной Америки                   |
| 4                                         | 21 января 1933                            | Монтевидео                                | Уругвай                                   | 1:2                                       | −                                         | Товарищеский матч                         |
| 5                                         | 5 февраля 1933                            | Буэнос-Айрес                              | Уругвай                                   | 4:1                                       | −                                         | Товарищеский матч                         |
| 6                                         | 14 июля 1935                              | Буэнос-Айрес                              | Атлетико Мадрид/Эспаньол                  | 1:0                                       | −                                         | Товарищеский матч                         |
| 7                                         | 18 июля 1935                              | Монтевидео                                | Уругвай                                   | 1:1                                       | −                                         | Кубок Эктора Гомеса                       |
| 8                                         | 15 августа 1935                           | Буэнос-Айрес                              | Уругвай                                   | 3:0                                       | −                                         | Кубок Хуана Миньябуру                     |

## Достижения
- Чемпионат Южной Америки: 1929
- Обладатель Кубка Эктора Гомеса: 1935
- Обладатель Кубка Хуана Миньябуру: 1935[10]